# Baeus mymyae
Baeus mymyae är en stekelart som beskrevs av Stevens 2007. Baeus mymyae ingår i släktet Baeus och familjen Scelionidae. Inga underarter finns listade.